# 鈴木奈奈
鈴木奈奈（日语：／ Suzuki Nana，1988年7月9日—）是日本女藝人、模特兒，茨城縣龍崎市出身，經紀公司是TWIN PLANET。